# رجب عبد المجيد

من اليمين: وزير الخارجية العراقي رجب عبد المجيد والرئيس العراقي عبد السلام عارف ووزير الداخلية السوري الأسبق عبد الحميد السراج المنفي في مصر

العميد المهندس رجب عبد المجيد العاني هو سياسي وعسكري عراقي أحد أعضاء تنظيم الضباط الوطنيين في العهد الملكي في العراقي وأحد المساهمين الفاعلين في حركة أو ثورة 14 تموز 1958 في العراق والقضاء على الحكم الملكي.
شغل رجب عبد المجيد لاحقا منصب وزير الخارجية في فترة رئاسة عبد السلام عارف.
وقد ذكر عارف عبد الرزاق أن رجب عبد الحميد كان ممن اتصل به البعثيين لكي يكون رئيسا للوزراء بعد الإطاحة بعبد الرحمن عارف.